# Моултон (вулкан)
Моултон (англ. Mount Moulton) — широкий щитовий вулкан хребта Флуд, висотою 3078 м, (за іншими даними 3070 м) в Землі Мері Берд на північно-західному узбережжі Антарктиди, приблизно за 19,5 км на схід від найближчої вищої вершини — вулкана Берлін (3478 м), недалеко від східного узбережжя моря Росса.

## Відкриття і дослідження

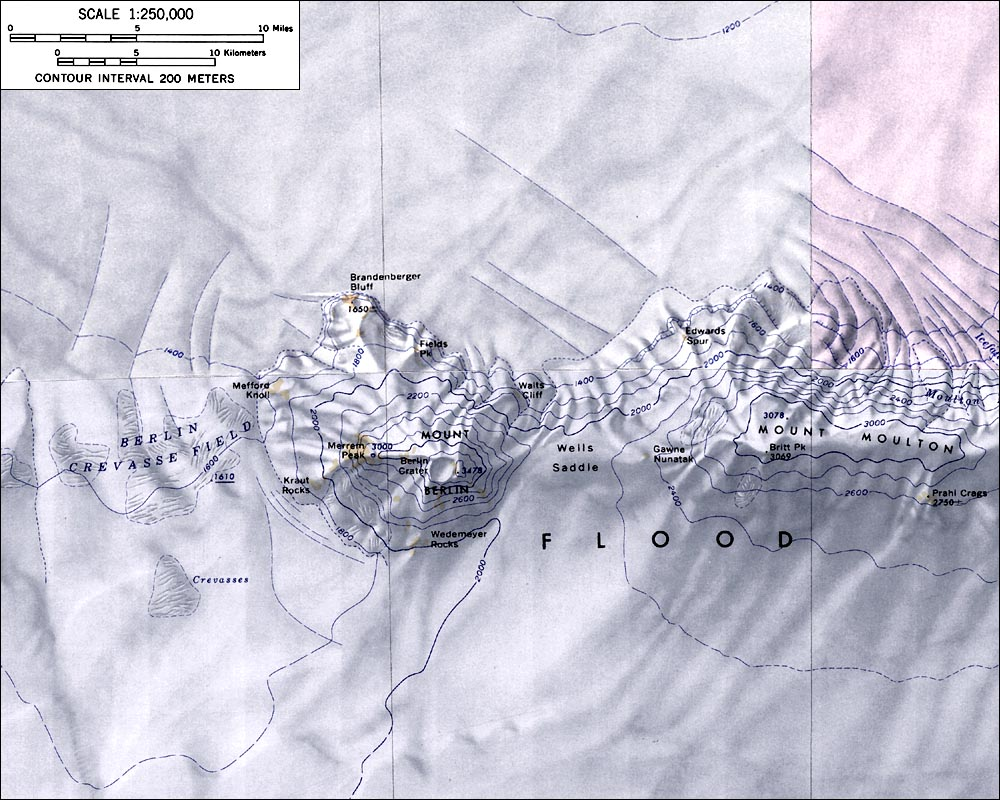
Топографічна мапа вулканів Берлін (ліворуч) і Моултон (масштаб 1:250,000)

Вулкан був відкритий антарктичною експедицією «Антарктичної служби США» (USAS) в 1940 році і названий на честь Річарда С. Моултона, головного погонича собачих упряжок на базі West Base і члена експедиції, яка проводила обстеження хребта Флуд у грудні 1940 року.
На північно-східних схилах вулкана, розташовані круті льодопади, під назвою «Льодопади Моултона» (англ. Moulton Icefalls).

## Прагл Краґс
Прагл Краґс (76°4′ пд. ш. 134°43′ зх. д. / 76.067° пд. ш. 134.717° зх. д.) — група скель, висотою до 2750 м, які розташовані на південно-східному схилі вулкана.
Скелі були досліджені наземною експедицією Геологічної служби США (USGS) та за допомогою аерофотознімків ВМС США у 1959-66 роках. Названі «Консультативний комітет з назв в Антарктиці» (US-ACAN) на честь Сіднея Р. Прагла, члена команди Програми антарктичних досліджень США (USARP), яка вивчала динаміку крижаного покриву в районі на північний схід від станції Берд у 1971-72 років.